# Horaga paullus
Horaga paullus är en fjärilsart som beskrevs av Hans Fruhstorfer 1912. Horaga paullus ingår i släktet Horaga och familjen juvelvingar. Inga underarter finns listade i Catalogue of Life.